# 47-мм пушка Гочкиса
47-мм скорострельная пушка Гочкиса — нарезная казнозарядная скорострельная корабельная пушка, разработанная французской фирмой Hotchkiss et Cie в 1885 году. Оригинальное название — «Canon Hotchkiss à tir rapide de 47 mm».

## Конструкция

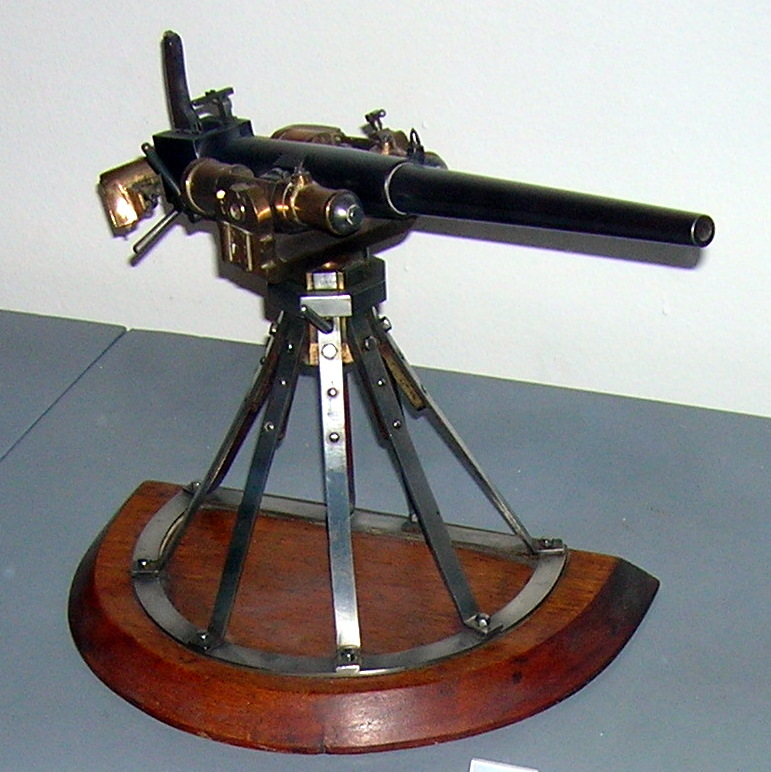
47-мм пушка Гочкиса на оригинальном гидравлическом станке

### Пушка
Пушка выпускалась в двух вариантах: Mark I (монолитная конструкция), Mark II (сборная конструкция).
Тело орудия состояло из ствола, кожуха и соединительной гайки. Цапфы одно целое с кожухом. Замочное отверстие сделано в кожухе. Затвор — вертикальный, клиновой, с 1/4 автоматики. При открывании затвора производился взвод ударника и выбрасывание гильзы.

### Технические характеристики
- Длина ствола: 2048/43,5 (мм/кал)
- Калибр: 46,71/1,839 (мм/д)
- Дальнобойность: 4,6/25 (км/каб)
- Бронебойность у дула: 88 мм.
- Начальная скорость снаряда: 701 м/сек
- Дульная энергия: 37 т/м
- Скорострельность: 15 выст/мин
- Боекомплект: 812 унитарных выстрелов
- Выстрел: 47 × 376 мм R
- Расчёт: 4 чел.

### Лафет
Первоначально приобретённые для русского флота 47-мм орудия устанавливались на жёстких лафетах (без противооткатных устройств) конструкции Гочкиса. В 1888 году Морское ведомство приобрело гидравлический станок конструкции Гочкиса.
По полученным чертежам на Обуховском сталелитейном заводе (ОСЗ) были изготовлены оба станка. К марту 1898 года они успешно прошли испытания на Охтинской батарее, после чего на ОСЗ было налажено серийное производство.
Гидравлический станок конструкции Гочкиса был снабжён гидравлическим компрессором и пружинным накатником и представлял собой вертлюг, вставленный в тумбу. Угол вертикального наведения составлял −23° — +25°. Вес оригинального станка 524 кг, изготовленного на ОСЗ — 532 кг.
В 1898 году ОСЗ получил заказ на 400 станков системы А. П. Меллера с компрессорным цилиндром, заполненным ртутью. Пружинный накатник был заменён воздушным. Цилиндр и накатник составляли одно целое со стальной обоймой, в которой орудие скользило при откате. Вес станка составил 213 кг.
В ходе Первой мировой войны станки 47-мм орудий переделывались для стрельбы по воздушным целям — угол возвышения был доведён до +85°.

### Боеприпасы

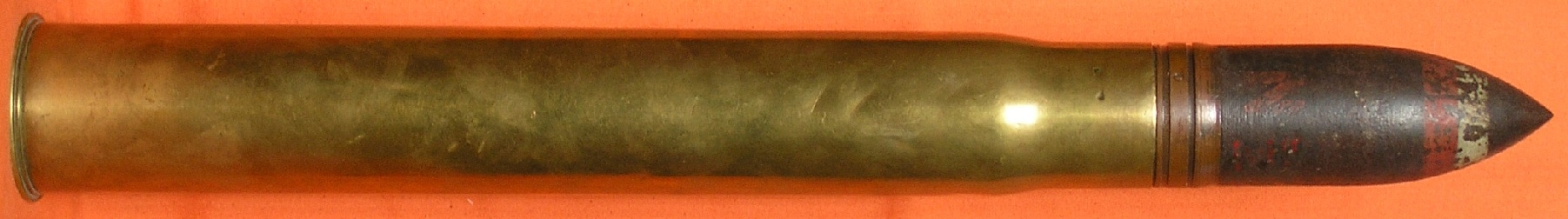
Выстрел 47 мм пушки Гочкиса

Орудие комплектовалось русскими и французскими чугунными и стальными гранатами (1,5 кг, вес ВВ около 0,02 кг). Стальная граната пробивала у среза ствола по нормали 88 мм котельного железа.
В 1914—1918 годах для зенитной стрельбы 47-мм гранаты снабжались дистанционными 8-секундными трубками и «дымным следом». Первоначально использовался заряд бурого пороха весом 0,75 кг, а затем — бездымного весом 0,316-0,35 кг. Согласно таблицам стрельбы 1895 года, граната весом 1,5 кг имела начальную скорость 701 м/с и дальность 4575 метров при угле возвышения +10,4°.

## Применение

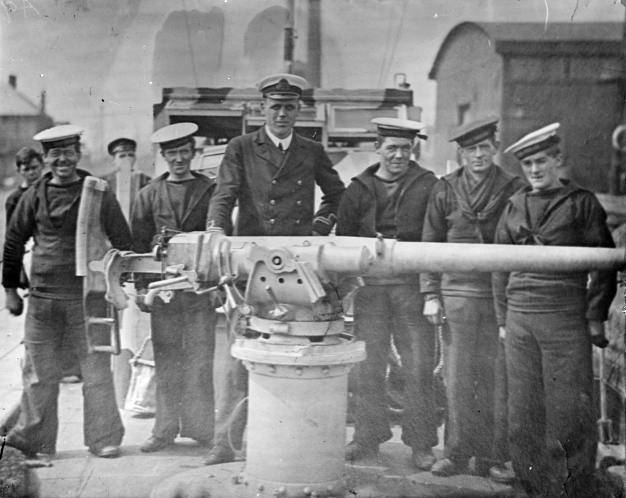

### На флоте
На 1 января 1901 года в Морском ведомстве имелось 963 47-мм орудий Гочкиса. Они устанавливались на все типы боевых и вспомогательных кораблей в качестве противоминных орудий.
Русско-японская война показала неэффективность этих орудий в качестве противоминной артиллерии. После войны на новые корабли их не ставили, а со старых начали постепенно снимать.

### В сухопутных войсках

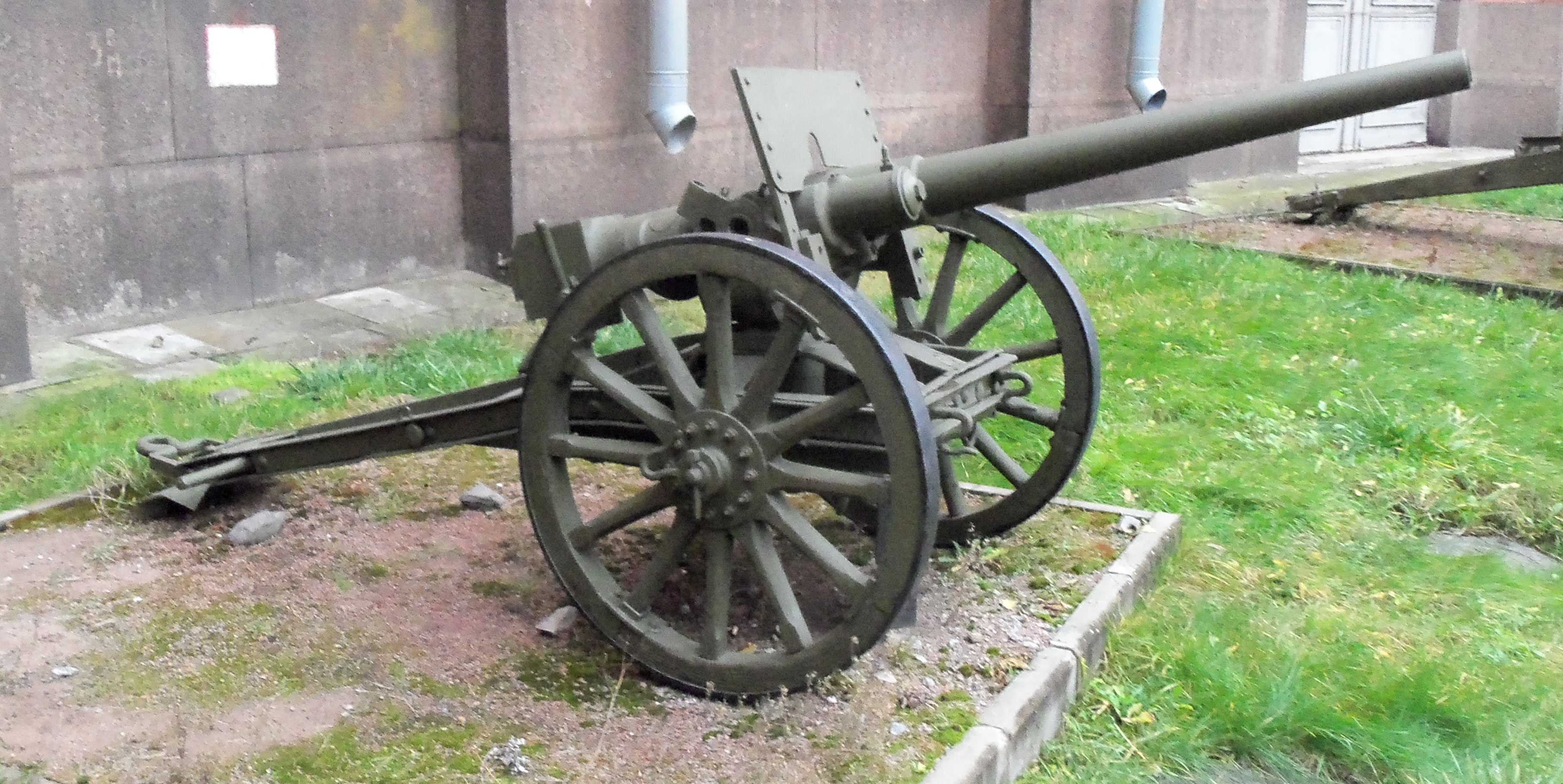
Сухопутная версия в петербургском Военно-историческом музее артиллерии и пр.

В 1907—1909 годах Морское ведомство пыталось передать ненужные пушки Военному ведомству, но получило решительный отказ. Однако с началом Первой мировой войны, особенно с 1915 года, когда война приобрела позиционный характер, армии потребовалась чрезвычайно лёгкая и отличающаяся высокой точностью стрельбы траншейная пушка.
В мелких гражданских мастерских или силами воинских частей под 47-мм пушки Гочкиса начали изготавливать импровизированные деревянные колёсные лафеты. Орудия на таких лафетах в первые недели войны принимали участие в боях под Варшавой, Ивангородом и Новогеоргиевском. Они считались самым действенным оружием против пулемётов противника.
Однако в ходе боевых действий выявились и недостатки пушек Гочкиса с самодельными лафетами. Из-за тяжёлого ствола и сильного отката лафет постоянно ломался, общий вес и габариты системы с лафетом были слишком велики для траншейной артиллерии.
Тем не менее в армиях некоторых стран в качестве береговой и пехотной артиллерии эти пушки Гочкиса сохранились до Второй мировой войны, что можно видеть по вводной фотографии.

### Использование боеприпасов
В 1915 году капитан Е. А. Лихонин при содействии инженеров Ижорского сталелитейного завода спроектировал 47-мм миномёт. Пороховой заряд помещался в латунную гильзу от 47-мм снаряда к пушке Гочкиса.